# 結構化資訊標準促進組織
结构化信息标准促进组织（Organization for the Advancement of Structured Information Standards）简称OASIS，是全球性的非營利組織，主要在發展、整合及調整计算机安全、物聯網、災害管理、雲端運算、法務資料交換、功耗效能、內容管理等領域的相關標準。

## 歷史
OASIS一開始是以SGML Open的名稱，在1993年成立的，是SGML（標準通用標記式語言）工具供應商的協會，透過一些教育活動推動SGML，其中也有推動一些技術活動，像是更新CALS表格模型的規範，以及一些片段交換及實體管理的規範。
1998年時，產業開始由SGML轉向XML，SGML Open也將主要業務轉向XML，將其名稱改為OASIS Open，一方面包括XML，也反映其技術工作以及標準範圍的擴大。因為越來越多人開始注意XML。OASIS的工作內容也從推動XML改成發展技術規範。在2000年7月時批准一個新的技術委員會流程。隨著流程的導入，也將技術委員會的成立、運作和開展工作可以標準化。當時共有五個技術委員會，2004年時已有將近70個委員會。

## 外部連結
- 官方网站
- OASIS specifications （页面存档备份，存于）
- A Call to Action in OASIS （页面存档备份，存于）
- OASIS making it easier to use standards without fee worries （页面存档备份，存于）